# Frank Yallop
Pour les articles homonymes, voir Yallop.
Frank Yallop, né le 4 avril 1964 à Watford en Angleterre,  est un joueur de soccer international canadien, qui évoluait au poste de défenseur, reconverti en entraîneur.

## Biographie

### Carrière de joueur
Frank Yallop joue en faveur d'Ipswich Town, de Blackpool et de l'équipe américaine du Tampa Bay Mutiny. Avec le club d'Ipswich, il dispute en 13 saisons un total de 389 matchs, marquant 9 buts.

### Carrière internationale
Frank Yallop est convoqué pour la première fois par le sélectionneur national Bob Lenarduzzi pour un match amical face au Mexique le 13 mai 1990 (victoire 2-1). 
Il dispute trois Gold Cup (en 1991, 1993 et 1996).
Il compte 52 sélections et 0 but avec l'équipe du Canada entre 1990 et 1997.

### Carrière d'entraîneur
En 2001, Yallop est nommé entraîneur de San Jose Earthquakes. Lors de sa première année, Yallop mène les Earthquakes à leur premier titre de champion de la Major League Soccer ; lors de la finale contre Los Angeles Galaxy (victoire 2-1 a.p.). Il est dans la foulée nommé entraîneur de l'Année.
En 2003, il réussit à remporter son deuxième titre de champion de la Major League Soccer, lors de la finale contre Chicago Fire (victoire 4-2).
Il est ensuite sélectionneur de l'équipe du Canada de soccer de 2004 à 2006, dirigeant celle-ci lors de sa participation à la Gold Cup 2005.
Yallop annonce le 7 juin 2006, qu'il quitte son poste de sélectionneur l'équipe du Canada, pour devenir le nouvel entraîneur de Los Angeles Galaxy. Il démissionne le 4 novembre 2007.
Le 4 novembre 2007, l'Earthquakes et le Galaxy concluent un accord pour racheter le contrat de Yallop pour devenir l'entraîneur des Earthquakes pour la saison 2008. Yallop et les Earthquakes se séparent, le 7 juin 2013 alors que l'équipe est avant-dernière de la Conférence Ouest. Il est ainsi démis de ses fonctions.
Le 31 octobre 2013, Yallop est nommé entraîneur du Chicago Fire. Il est licencié le 20 septembre 2015.

## Palmarès

### Joueur
- Ipswich Town :
  - champion d'Angleterre de D2 en 1992.

- Tampa Bay Mutiny
  - vainqueur de la MLS Supporters' Shield en 1996.

### Entraîneur
- San Jose Earthquakes
  - vainqueur de la MLS Cup en 2001 et 2003.
  - vainqueur de la MLS Supporters' Shield en 2012.

### Individuel
- MLS Coach of the Year en 2001 et 2012.